# Aesculus parviflora
Aesculus parviflora es una especie de arbusto perteneciente a la familia de las sapindáceas, natural de Estados Unidos.

## Descripción
Es un arbusto de hojas caducas que alcanza los 3-5 metros de altura. Las hojas son opuestas y palmeadas, compuestas por 5 o 7 de 12-20 cm de largo por 5-10 cm de ancho y con bordes enteros. Las flores se agrupan en panículas erguidas visibles de 20-30 cm, que se parecen al cepillo tradicional limpiador de botellas, cada flor con cáliz tubular, pétalos blancos pequeños y varios estambres de 3-4 cm de largo que resaltan.

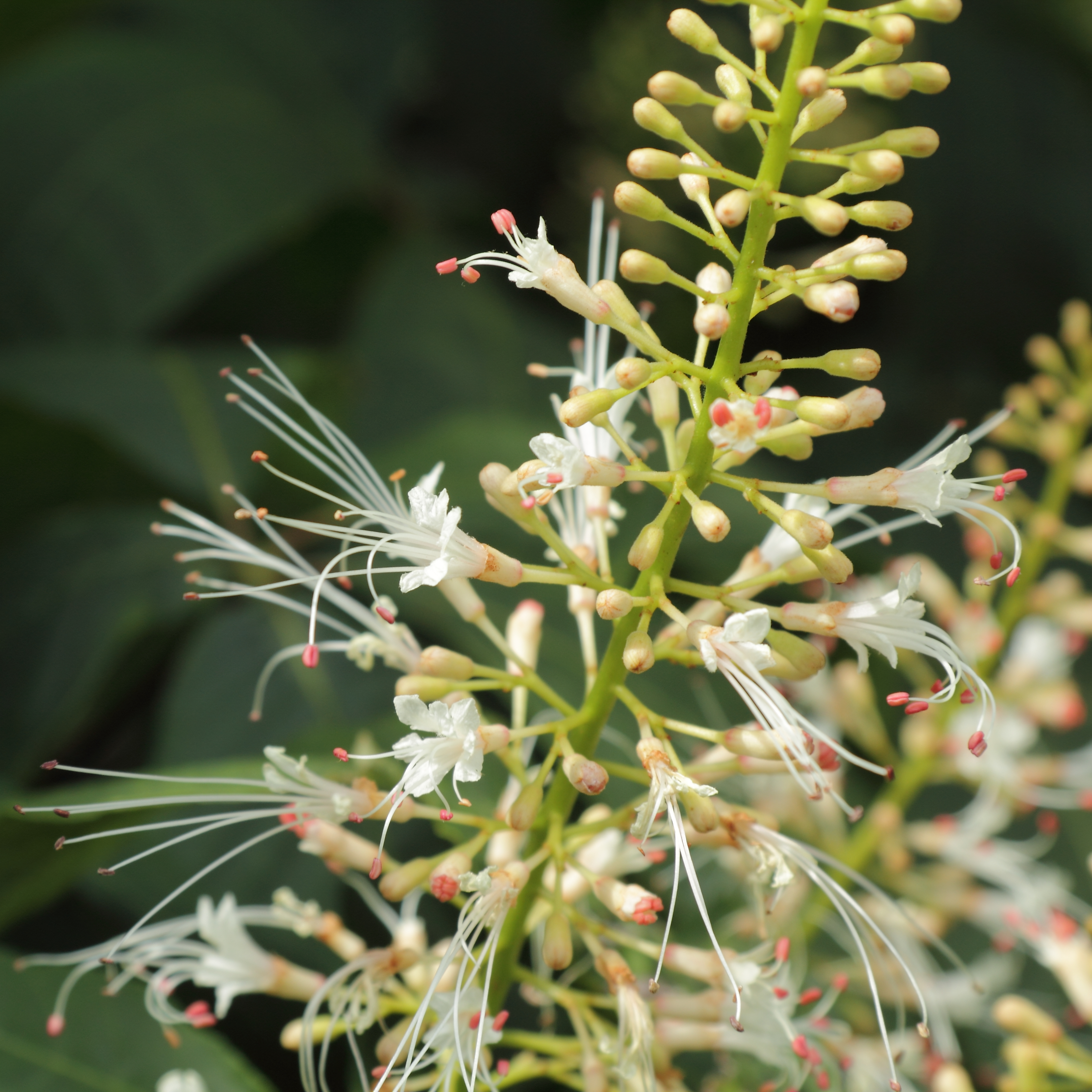
Inflorescencia.

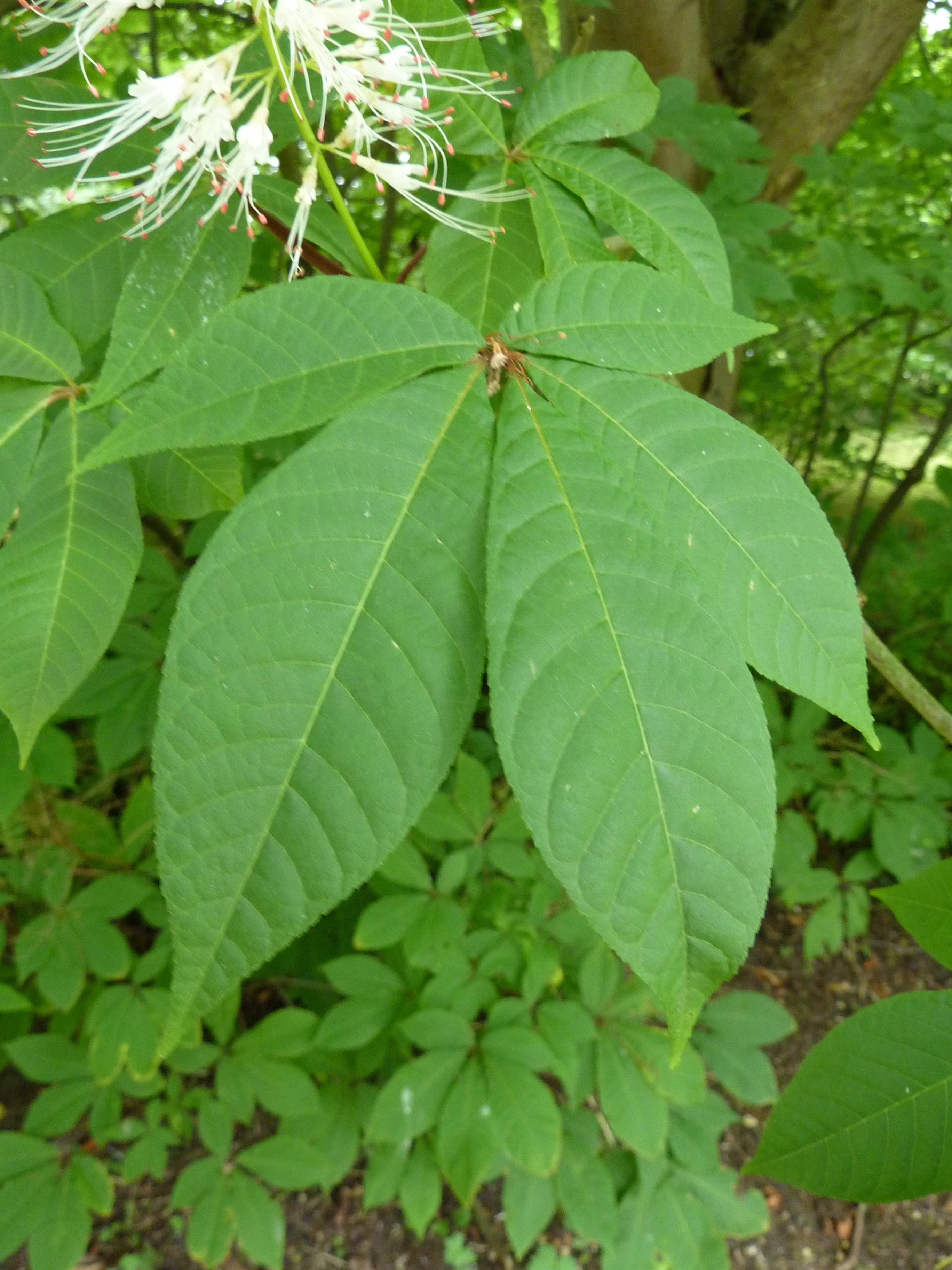
Hojas.

## Usos
Se usa como planta ornamental en jardines.
Principios activos
El arbusto tiene como el Castaño de Indias trazos de escina,  y una mezcla de alrededor de 30 diferentes saponinas y la esculina.
Diferentes aminoácidos con estructura de ciclopropano  fueron aisladas de la planta. En la fruta se encuentra entre otros α-glicina (Carboxycyclopropyl). Además, los ésteres de ácido indol-3-acético en la planta.

## Taxonomía
Aesculus parviflora fue descrita por Thomas Walter y publicado en  Flora Caroliniana, secundum . . . 128, en el año 1788.
Etimología
Aesculus: nombre genérico latino dado por Linneo en 1753 y 1754, a partir del Latín antiguo aesculus, -i, el roble, lo que es sorprendente, aunque en los numerosos autores de la antigüedad que lo usaron, Plinio el Viejo precisa en su Historia naturalis (16, 11) que es uno de los árboles que producen bellotas ("Glandem, quae proprie intellegitur, ferunt robur, quercus, aesculus, ..."  -La bellota propiamente dicha viene del roble, del aesculus, ...) y, quizás de allí proviene la confusión, pues las castañas de india tienen un lejano y superficial parecido con la bellotas por su piel dura y su carne firme y amarillenta.
parviflora: epíteto latín que significa "con pequeñas flores".
Sinonimia
- Aesculus alba (Poir.) Raf.
- Aesculus macrostachya Michx.
- Aesculus macrostachys Pers.
- Aesculus odorata F.Dietr.
- Aesculus parviflora f. serotina Rehder
- Macrothyrsus discolor Spach
- Macrothyrsus odorata Raf.
- Nebropsis alba Raf.
- Pavia alba Poir.
- Pavia edulis Poit.
- Pavia macrostachys Loisel.
- Pavia parviflora Raf.
- Pawia parviflora Kuntze[6]